# Kolačenská brázda
Kolačnianská brázda je geomorfologickou částí Rázdiela, podcelku pohoří Tribeč.  Leží v severní polovině podcelku, jižně od města Partizánske. 

## Polohopis
Území se nachází na severním okraji pohoří Tribeč a zabírá sníženinu v severní polovině podcelku Rázdiel. Představuje sníženinu, která vede od Brodzan v blízkosti města Partizánske na západě, přes Veľké Uherce a Kolačno v centrální části, po Radobicu na východním okraji. Kolačnianskou brázdu obklopuje v rámci pohoří Skýcovská a Velkopolská vrchovina na jihu a dvě samostatné části Kolačnianské vrchoviny na severu. Severovýchodním směrem navazuje Oslianská kotlina (podcelek Hornonitrianské kotliny), východním směrem leží Vysoký Vtáčnik (podcelek Vtáčnika). V západní části sousedí Podunajská pahorkatina s částmi Tribečské podhorie a Stredonitrianska niva, zasahující malou částí i do severní části. 
Území patří do povodí Nitry a nejvýznamnějším vodním tokem je Drahožica. Odvodňuje celou střední část brázdy a v obci Veľké Uherce přibírá Drndavu a Kolačnianský potok. V této části leží Veľkouherecká a Kolačnianská přehrada. Centrální částí přes Velké Uherce vede na Skýcov a do Zlatých Moraviec silnice II / 511, na kterou se připojuje silnice III / 1764 do Koláčna. Východní okraj obsluhuje silnice III / 1795, odbočující ze silnice II / 512 ( Oslany - Žarnovica), západní část obsluhuje silnice II / 593 ( Partizánske - Bošany ) a z ní odbočující místní komunikace. 

## Chráněná území
Tato část Tribče leží v Chráněné krajinné oblasti Ponitrie, přičemž vyjmuto je území sídel s intenzivně zemědělsky využívaným okolím. Zvláště chráněným územím je jen na západním okraji ležící chráněný areál Brodzianský park a jihovýchodně se nacházející přírodní rezervace Dobrotínske skaly. 

## Turismus
Oblast Kolačnianské brázdy patří mezi turisticky méně vyhledávané oblasti. Pohoří Tribeč je známou houbářskou oblastí a vodní nádrže pri Kolačne a Veľkých Uherciach vyhledávají sportovní rybáři. Cílem turistů jsou zejména sousední lokality (např. Klížske Hradište či Michalov vrch), ale po  žlutě značeném chodníku sa dá z Partizánskeho a Kolačna vystoupat na Osečný vrch (551 m n. m.). Z Brodzian vede  modře značený chodník přes Veľký Klíž a lokalitu Vrchhora na Michalov vrch (541 m n. m.). Z Veľkých Uheriec vede  zelená trasa k přírodní rezervaci Dobrotínske skaly. Z kulturních památek zaujmou zejména zámečky ve Veľkých Uherciach a Brodzanoch, ale také zejména v okrajových částech a blízkém okolí se nacházející archeologická naleziště.